# الهاوية المالية الأمريكية

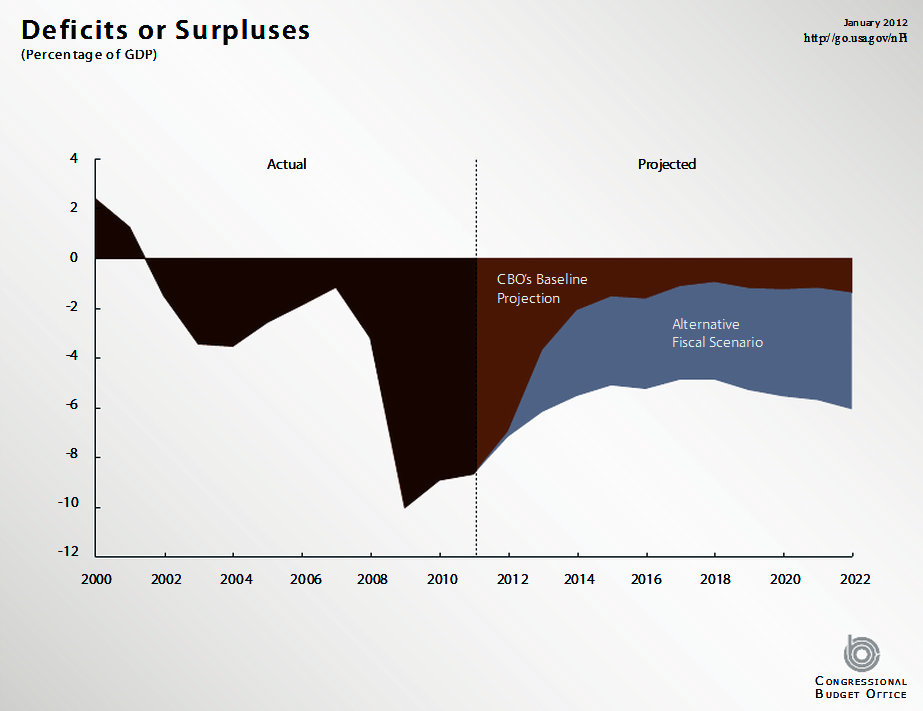
مخطط يصور العجز المالي الأمريكي المخطط حتى عام 2022 مع وبدون الهاوية المالية.

الهاوية المالية الأمريكية هي انخفاض حاد في عجز موازنة الولايات المتحدة الأمريكية التي كان من المتوقع حدوثها مع بداية عام 2013 بسبب زيادة الضرائب وتخفيض الإنفاق الحكومي على النحو المطلوب كما نص في القوانين التي سنت من قبل. كان من المتوقع أن ينخفض العجز الذي يتجاوز فيه الإنفاق الحكومي على الإيرادات إلى النصف تقريبا في عام 2013. إلا أن مكتب الميزانية بالكونغرس الأمريكي قدر أن الانخفاض الحاد في العجز كان سيؤدي على الأرجح إلى ركود معتدل في عام 2013 وارتفاع معدل البطالة إلى نحو 9 في المئة في النصف الثاني من العام، لذلك تم تفادي حصول الهاوية المالية إلى حد كبير مع اعتماد قانون المكلف إغاثة دافع الضرائب الأمريكي لعام 2012.